# Castillon-en-Couserans (tổng)
Tổng Castillon-en-Couserans là một tổng của Pháp nằm ở tỉnh Ariège trong vùng Occitanie.
Tổng này được tổ chức xung quanh Castillon-en-Couserans ở quận Saint-Girons. Độ cao biến thiên từ 448 m (Engomer) đến 2 882 m (Sentein) với độ cao trung bình là 671 m.

## Hành chính
| Giai đoạn | Ủy viên            | Đảng | Tư cách              |
| --------- | ------------------ | ---- | -------------------- |
| 2008-2014 | Robert Zonch       | PS   | Thị trưởng Castillon |
| 2001-2008 | Robert Zonch       | PS   | Thị trưởng Castillon |
| 1994-2001 | Robert Zonch       | PS   |                      |
| 1988-1994 | Robert Zonch       | PS   |                      |
| 1982-1988 | Robert Zonch       | PS   |                      |
| 1981-1982 | Robert Zonch       | PS   |                      |
| 1981-1982 | Pierre Castet      | PS   | Thị trưởng Cescau    |
| 1974-1981 | Pierre Castet      | PS   | Thị trưởng Cescau    |
| 1945-1974 | Jean-Marie Chayron | PS   | Thị trưởng Castillon |

## Các đơn vị hành chính
Tổng Castillon-en-Couserans bao gồm 26 xã với dân số 2 794 người (điều tra năm 1999, dân số không tính trùng).
| Xã                          | Dân số | Mã bưu chính | Mã insee |
| --------------------------- | ------ | ------------ | -------- |
| Antras                      | 58     | 09800        | 09011    |
| Argein                      | 149    | 09800        | 09014    |
| Arrien-en-Bethmale          | 110    | 09800        | 09017    |
| Arrout                      | 60     | 09800        | 09018    |
| Aucazein                    | 57     | 09800        | 09025    |
| Audressein                  | 107    | 09800        | 09026    |
| Augirein                    | 73     | 09800        | 09027    |
| Balacet                     | 24     | 09800        | 09034    |
| Balaguères                  | 192    | 09800        | 09035    |
| Bethmale                    | 83     | 09800        | 09055    |
| Bonac-Irazein               | 98     | 09800        | 09059    |
| Les Bordes-sur-Lez          | 164    | 09800        | 09062    |
| Buzan                       | 43     | 09800        | 09069    |
| Castillon-en-Couserans      | 424    | 09800        | 09085    |
| Cescau                      | 105    | 09800        | 09095    |
| Engomer                     | 257    | 09800        | 09111    |
| Galey                       | 101    | 09800        | 09129    |
| Illartein                   | 77     | 09800        | 09141    |
| Orgibet                     | 164    | 09800        | 09219    |
| Saint-Jean-du-Castillonnais | 22     | 09800        | 09263    |
| Saint-Lary                  | 136    | 09800        | 09267    |
| Salsein                     | 41     | 09800        | 09279    |
| Sentein                     | 147    | 09800        | 09290    |
| Sor                         | 33     | 09800        | 09297    |
| Uchentein                   | 26     | 09800        | 09317    |
| Villeneuve                  | 43     | 09800        | 09335    |

## Thông tin nhân khẩu
| 1962                                                     | 1968  | 1975  | 1982  | 1990  | 1999  |
| -------------------------------------------------------- | ----- | ----- | ----- | ----- | ----- |
| 3 417                                                    | 4 024 | 3 360 | 2 862 | 2 687 | 2 794 |
| Nombre retenu à partir de 1962 : dân số không tính trùng |       |       |       |       |       |